# 奧古斯特·威廉·馮·霍夫曼
奧古斯特·威廉·馮·霍夫曼（德語：August Wilhelm von Hofmann，1818年4月8日—1892年5月5日）是一名德國化學家，對有機化學做出相當大的貢獻。他對苯胺的研究幫助奠定了苯胺染料工業的基礎，他對煤焦油的研究為他的學生查爾斯·布萊克福德·曼斯菲爾德提出提取苯和甲苯並將其轉化為硝基化合物和胺的實用方法奠定了基礎。霍夫曼的發現包括甲醛、二苯肼、異腈和烯丙醇。他製備了三種乙胺和四乙基銨鹽化合物，並確定它們與氨的結構關係。
在基森大學師從尤斯圖斯·馮·李比希之後，霍夫曼於1845年成為皇家化學學院（現在是倫敦帝國學院的一部分）的首任院長。1865年，他回到德國，接受柏林大學的一個職位，擔任教師和研究員。回國後，他於1867年聯合創立德國化學學會。在倫敦和柏林，霍夫曼重新創造了李比希在基森建立的實驗室教學風格，培養一個專注於實驗性有機化學及其工業應用的化學學校。
霍夫曼在化學領域獲得幾個重要獎項，包括皇家獎章（1854年）、科普利獎章（1875年）和阿爾伯特獎章（1881年）。1862年，他被選為美國皇家藝術學會的成員。他在七十歲生日時被授予榮譽稱號。他的名字與霍夫曼電量計、霍夫曼降解反應、霍夫曼-馬蒂烏斯重排反應、霍夫曼消除反应以及霍夫曼-洛夫勒反應有關。